# Roman Anatoljewitsch Silantjew
Roman Anatoljewitsch Silantjew (russisch Роман Анатольевич Силантьев; wiss. Transliteration Roman Anatol'evič Silant'ev; * 15. September 1977 in Moskau) ist ein russischer Religionswissenschaftler, Soziologe, Religionshistoriker und Islamwissenschaftler. Er ist Direktoriumsmitglied des Weltkonzils des Russischen Volkes und Dozent an der Staatlichen Linguistischen Universität Moskau. Dort leitet er seit 2019 das „Labor für Destruktologie“, eine von ihm begründete Disziplin, die als Pseudowissenschaft eingestuft und für Mitarbeiter des Geheimdiensts FSB zu Schulungszwecken eingesetzt wird.

## Biografie
1999 beendete Silantjew ein Studium der Wirtschafts- und Sozialgeographie an der Geographischen Fakultät der Universität Moskau. Von Juni 1998 bis 2009 war er als Mitarbeiter in der Abteilung für kirchliche Außenbeziehungen des Moskauer Patriarchats tätig, von 2001 bis 2005 war er zudem Exekutivsekretär des Interreligiösen Rates Russlands. Im Juni 2003 reichte er am Institut für Ethnologie und Anthropologie der Russischen Akademie der Wissenschaften unter Anleitung von Pawel Putschkow (1930–2008) eine Dissertation zur Erlangung des Kandidatengrades in Geschichte über Ethno-soziale, politische und religiöse Aspekte der Spaltung innerhalb der islamischen Gemeinschaft in Russland ein.
Im April 2010 wurde er Gründer und Leiter des Zentrums für Religionsgeographie im Rahmen der 2009 gegründeten Synodalen Abteilung für Kirche und Gesellschaft der orthodoxen Kirche.
Im Juni 2014 reichte er an der Staatlichen Linguistischen Universität Moskau seine Dissertation zur Erlangung des Doktorgrades in Geschichte ein, die eine vergleichende historische Analyse über die Entwicklung der Außenbeziehungen der islamischen Geistlichkeit Russlands vom Ende des 18. bis zum Beginn des 21. Jahrhunderts enthält.
Er hat bisher über 100 Publikationen veröffentlicht und ist unter anderem Mitarbeiter an der Großen Russischen Enzyklopädie und der Orthodoxen Enzyklopädie. Zusammen mit Sergej Tschekmajew (* 1973), einem Schriftsteller phantastischer Literatur, und dem Sektenspezialisten Juri Ragosin (* 1972) veröffentlichte er 2022 eine Schrift Satanisten gegen „Biomüll“ (Geschichte der misanthropischen Ideologie in Russland).

## Rezeption
Silantjews Buch Die neueste Geschichte der islamischen Gemeinschaft in Russland erschien 2005 und führte zu stürmischen Debatten unter Gelehrten sowie Vertretern der orthodoxen, jüdischen und islamischen Geistlichkeit, worauf Silantjew seinen Posten beim Interreligiösen Rat Russlands räumen musste. Der russische Muftirat beschuldigte Silantjew, in seinem Buch Tatsachen zu verdrehen. Der Soziologe und Historiker Nikolaj Mitrochin bezeichnete 2006 in der Zeitschrift Неприкосновенный запас („Eiserne Ration“) das Buch als „beleidigend für die Mehrheit der muslimischen Führer“.
Der Arabist und Islamwissenschaftler Jefim Reswan, stellvertretender Direktor der Kunstkammer in Sankt Petersburg, beschrieb Silantjews Enzyklopädie Islam w sowremennoj Rossii („Islam im zeitgenössischen Russland“) als „Erstlingswerk in der jüngeren Geschichte Russlands, das ein insgesamt objektives Bild der komplizierten und mehrdeutigen Prozesse vermittelt, die in der muslimischen Gesellschaft des Landes in den letzten 15 Jahren stattgefunden haben.“

## Pseudowissenschaft „Destruktologie“ und Zusammenarbeit mit dem Geheimdienst FSB
Die regierungskritische Internetzeitung Meduza, die seit Januar 2023 in Russland als unerwünschte Organisation gilt, bezeichnet Silantjew in einem Feature als „Schöpfer seiner eigenen Pseudowissenschaft ,Destruktologie‘“ und als „Fan von Verschwörungstheorien“. Dazu wird ausgeführt, Silantjew benutze „religiöse und politische Verschwörungstheorien, um Unterdrückung, Intoleranz und Mord zu rechtfertigen“. Im Jahr 2019 habe Silantjew gegenüber Interfax betont, dass er nicht nur Untersuchungen durchführe, sondern auch für Mitarbeiter des FSB Vorträge über „Destruktologie“ halte. Laut einer unbestätigten Information von Chechenews, die sich auf „hochrangige Persönlichkeiten in islamischen Kreisen in Russland“ beruft, soll Silantjev Reservist des FSB im Rang eines Obersts sein. Im Mai 2023 war er in einem Prozess gegen die Regisseurin Schenja Berkowitsch als Gutachter tätig. Silantjew gab darin an, ihr Theaterstück Lichter Falke Finist enthalte „Anzeichen destruktiver Ideologien wie der des Islamischen Staates, des Dschihadismus sowie der Idee von permanenter, einschließlich revolutionärer Gewalt“.

## Auszeichnungen
Für seine Beiträge zur Enzyklopädie „Völker und Religionen der Welt“ wurde er für den Staatspreis der Russischen Föderation nominiert.
Im Juni 2012 wurde Silantjew gemeinsam mit Sergej Tschekmajew für den Neustart der phantastischen Sammlungen „Antiterror-2020“ und „Schonungslose Toleranz“ ausgezeichnet.

## Positionen
Im Zusammenhang mit den Anschlägen in Wolgograd 2013 sprach er sich für einen „totalen Krieg gegen Wahhabismus“ aus und bezeichnete gleichzeitig Talgat Tadschuddin, den Vorsitzenden der Zentralen Geistlichen Verwaltung der Muslime Russlands, als „alten und treuen Freund des russischen Volkes und der orthodoxen Christen“.

## Publikationen (Auswahl)
- Nowejschaja istorija islamskowo soobschtschestva Rossii („Neueste Geschichte der islamischen Gemeinschaft Russlands“) Ichtios, Moskau, 2005. 632 S. ISBN 5-8402-0104-9.
- Nowejschaja istorija islama w Rossii („Neueste Geschichte des Islams in Russland“) Online-Ausgabe Algoritm, Moskau, 2007. 576 S. ISBN 978-5-9265-0322-4.
- Islam w sowremennoj Rossii, enziklopedija („Islam im gegenwärtigen Russland, Enzyklopädie“) Algoritm, Moskau, 2008.
- Interaktive Karte aller Religionsgemeinschaften Russlands Online-Ausgabe, russisch